# Polder

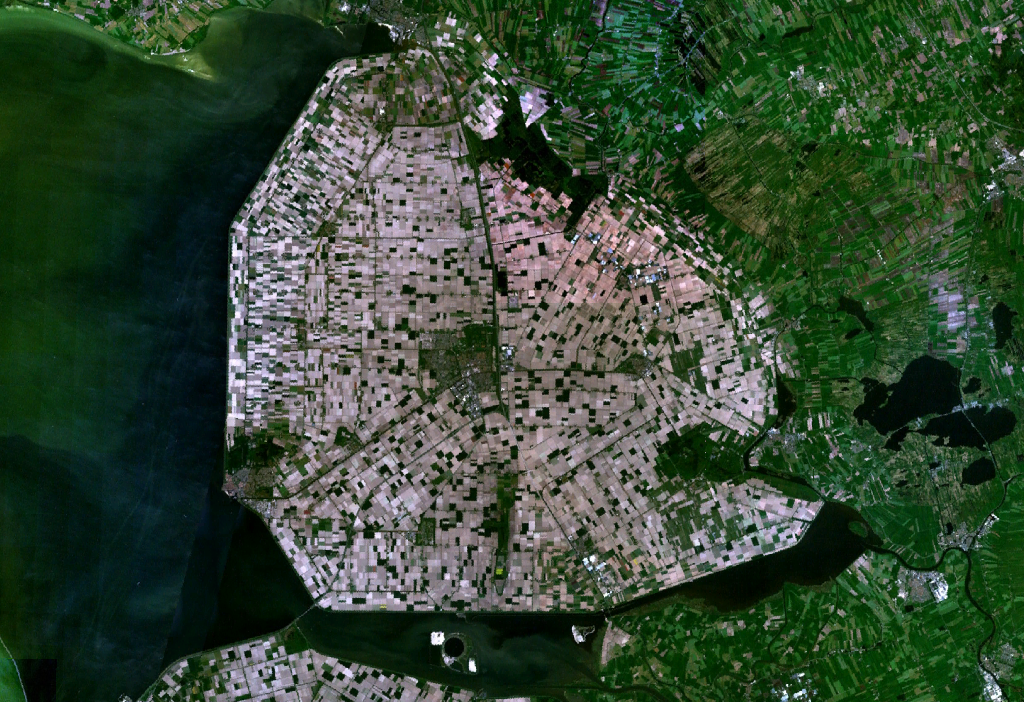
Noordoostpolder.

En polder är ett markområde, som erhållits genom invallning och torrläggning. Begreppet används i första hand för områden vid Nordsjöns kust i Nederländerna, Belgien och Tyskland.